# Budimir Lončar
Budimir Lončar (Preko, 1 de abril de 1924 – Preko, 1 de setembro de 2024) foi um oficial e diplomata iugoslavo e croata, mais notável por servir como Ministro das Relações Exteriores da Iugoslávia de 1987 a 1991. Lončar também serviu como embaixador da Iugoslávia na Indonésia, Alemanha e Estados Unidos. Em 1984, foi nomeado Vice-Ministro das Relações Exteriores da Iugoslávia e, em 1987, Ministro das Relações Exteriores. Ele ocupou este cargo até a desintegração da Iugoslávia em 1991.
De 1993 a 1995, Lončar serviu como Representante Especial do Secretário-Geral da ONU para o Movimento dos Países Não Alinhados. Ele foi consultor de várias ONGs, como a Fundação Apelo de Consciência, o Conselho Mundial de Líderes Religiosos e Espirituais na cidade de Nova York e o Centro para o Diálogo Humanitário em Genebra. Mais tarde, serviu como conselheiro dos presidentes croatas Stjepan Mesić e Ivo Josipović.

## Biografia
Os ancestrais de Lončar se mudaram originalmente da região de Lika para a ilha de Ugljan.  O pai de Budimir, Ive, e a mãe Ivana, ambos nascidos em 1884, eram ambos da ilha de Ugljan.  Eles tiveram 10 filhos, 5 dos quais sobreviveram à primeira infância, um dos quais era o mais novo Budimir.  Ao lado de Budimir, os outros quatro eram sua irmã mais velha, Anastazija (nascida em 1906), e seus irmãos Šime, Stanko e Ante (Tonći).  O pai de Budimir era armador e negociava com a cidade continental de Zadar, que na época estava sob controle italiano.  A cidade de Zadar, com seus edifícios elegantes, sorveterias e chocolates Perugina, deixou uma forte impressão no jovem Budimir, que a descreveu como sua primeira experiência urbana.  Sua mãe Ivana era uma devota católica romana e dois de seus tios eram padres católicos romanos.  Sob a influência de seu pai, Budimir mudou-se para Zagreb para concluir o ensino médio.  Seu mestre de classe e professor de física foi Bogdan Ogrizović, que o influenciou a se juntar aos guerrilheiros iugoslavos. 

### Segunda Guerra Mundial na Iugoslávia
Durante a Segunda Guerra Mundial, o país foi dividido e a região de Lončar foi incorporada à província da Dalmácia do Reino da Itália. Lončar juntou-se aos Partisans Iugoslavos em junho de 1942, onde foi membro ativo da Liga da Juventude Comunista da Iugoslávia. Sob a orientação de Jure Kaštelan Lončar editou a revista Omladinska iskra.  Ele foi ferido em duas ocasiões, primeiro em 1943 na ilha de Ugljan e em 1944 em Dugi Otok.

## Carreira
Em maio de 1950, Lončar foi convidado a se tornar cônsul e conselheiro na Missão da Iugoslávia nas Nações Unidas, onde permaneceu até 1956. Após a sua colocação na missão de Nova Iorque, regressou a Belgrado para o cargo de Chefe de Análise e Planeamento Político no Ministério Federal dos Negócios Estrangeiros, onde permaneceu até 1964.

## Pós-aposentadoria
Lončar completou 100 anos em 1º de abril de 2024. Cinco meses depois, em 1 de setembro, Lončar morreu em sua cidade natal, Preko, na ilha de Ugljan.